# Trung Anh
Trung Anh (tên khai sinh là Bùi Trung Anh, sinh ngày 14 tháng 6 năm 1961 tại huyện Đức Thọ, tỉnh Hà Tĩnh) là nam diễn viên người Việt Nam. Với vai diễn trong bộ phim Những đứa con của làng (2015), Trung Anh giành giải "Nam diễn viên chính xuất sắc nhất" tại Liên hoan phim Việt Nam. Ông từng hoạt động nghệ thuật tại Nhà hát kịch Việt Nam.

## Sinh bình
Trung Anh sinh trưởng tại huyện Đức Thọ tỉnh Hà Tĩnh. Năm 7 tuổi, mẹ, dì và chị ông không may qua đời trong một đợt oanh tạc, có mỗi ông sống sót. Trung Anh sau đó ra Hà Nội đoàn tụ với cha và hai anh. Vì mất mẹ từ nhỏ nên ông trầm tính và rất kiệm lời.
Năm 1978, lúc 17 tuổi, Trung Anh giấu gia đình đăng kí thi và được tuyển chọn vào học lớp diễn viên đầu tiên của Nhà hát Kịch Việt Nam. Sau bốn năm học, ngày 30 tháng 8 năm 1982, Trung Anh tốt nghiệp lớp diễn viên khóa 1 của Nhà hát kịch Trung ương Việt Nam. Sau khi tốt nghiệp đúng 8 ngày, ông gia nhập Quân đội nhân dân Việt Nam cùng với các nghệ sĩ khác như Quốc Khánh, Đỗ Kỷ, Trọng Trinh, Việt Thắng. Ông đóng quân ở tỉnh Quảng Ninh. Ông phục vụ quân đội trong vòng hai năm thì được xuất ngũ sớm do lập được nhiều thành tích trong quân ngũ, và trở lại với nghề diễn viên. Một năm sau đó, ông chỉ đóng các vai quần chúng. Năm 1995, ông tham gia phim "Mê lộ" dài hai tập trong vai một người lính xuất ngũ bị chấn thương về tinh thần. Năm 2017, ông đóng vai Lương Bổng trong phim Người phán xử. Năm 2019, ông được Nhà nước trao tặng danh hiệu Nghệ sĩ Nhân dân. Năm 2021, ông được nhận quyết định nghỉ hưu theo chế độ tại Nhà hát Kịch Việt Nam.
Trung Anh kết hôn vào năm 1998, lúc đó ông đã 37 tuổi. Ông có hai con, một gái một trai. Người con trai là sinh viên một trường đại học Phần Lan, con gái ông trúng tuyển đại học Northern Kentucky ở Hoa Kỳ.
- Năm 1997, vai bác sĩ trưởng khoa phẫu thuật Luận trong phim truyền hình Ảo ảnh trắng và ngay sau đó là vai một anh thương binh loạn trí đã khiến gương mặt nghệ sĩ Trung Anh xuất hiện trên khắp mặt báo. Cả hai bộ phim đều bị cấm tái chiếu vì nội dung quá ám ảnh. Tuy vậy, lối diễn của ông đã định hình phong cách đĩnh đạc mà về sau in đậm trong trí nhớ người ái mộ điện ảnh.
- Vào năm 2018, ngay khi phim truyền hình Người phán xử đang gây sốt thì mạng xã hội xôn xao vì vụ quệt xe của nghệ sĩ Trung Anh ở đường Nguyễn Xiển Hà Nội. Sự việc khiến ông bị thương tích nhẹ ở mu bàn tay, vậy là các trang nhất đua nhau giật tít Tài xế taxi đụng độ Lương Bổng hoặc Đón xem Lương Bổng xử xe dù du côn. Người tài xế sau đó đã chủ động tìm gặp ông để xin lỗi vì hành vi rút dao đe dọa giữa chốn đông người.

## Sự nghiệp
Sự nghiệp của nghệ sĩ Trung Anh rất đa dạng: Từ kịch trường đến điện ảnh và truyền hình. Bên cạnh công tác diễn xuất, ông còn tham gia tổ hợp lồng tiếng do nghệ sĩ ưu tú Hương Dung làm chủ nhiệm kể từ năm 1990. Chất giọng chan chát rất đặc trưng của ông đã làm nổi bật nhiều nhân vật trong các bộ phim truyền hình của không chỉ Việt Nam mà cả Brasil và Nhật Bản.

### Kịch
- Vụ án Tống Văn Sơ ... Tống Văn Sơ
- Hamlet .... Claudius

### Phim truyền hình
| Năm  | Nhan đề                                      | Vai                                 | Kênh       | Ghi chú                                                      | Nguồn                                    |
| ---- | -------------------------------------------- | ----------------------------------- | ---------- | ------------------------------------------------------------ | ---------------------------------------- |
| 1995 | Những người sống bên tôi                     | Ông giáo Kha                        | VTV1       |                                                              | [ 6 ] [ 7 ]                              |
| 1996 | Sống mãi với thủ đô                          | Lý Trung Anh                        | HanoiTV    |                                                              |                                          |
| 1997 | Ngày tết nhiệm màu                           | Phú                                 | HanoiTV    |                                                              |                                          |
| 1997 | Ảo ảnh trắng                                 | Luận                                | VTV1       |                                                              | [ 8 ]                                    |
| 1998 | Cầu thang nhà A6                             | Văn Hoàng                           | VTV3       |                                                              |                                          |
| 1999 | Theo dấu bích đào                            | Sảng                                | VTV1       |                                                              |                                          |
|      | Chuyến tàu cuối năm                          | Anh bộ đội                          |            |                                                              |                                          |
| 2000 | Chuyện học đường                             | Nhà văn thương binh                 | VTV3       |                                                              |                                          |
| 2001 | Nước mắt chảy xuôi                           |                                     | HanoiTV    |                                                              |                                          |
| 2001 | Thương yêu                                   | Bố Tiến                             | HanoiTV    |                                                              |                                          |
| 2002 | Minu xinh đẹp                                | Đức                                 | VTV3       |                                                              |                                          |
| 2002 | Nhà có cánh cổng sắt                         |                                     | VTV3       |                                                              |                                          |
| 2003 | Những người bạn cũ                           |                                     | VTV3       |                                                              |                                          |
| 2003 | Niệm khúc cuối                               | Bố Mây                              | VTV3       |                                                              | [ 9 ] [ 10 ]                             |
| 2003 | Món quà đến từ giấc mơ                       | Bố Long                             | VTV3       |                                                              |                                          |
| 2003 | Lối về                                       |                                     | VTV3       |                                                              |                                          |
| 2003 | Hạnh phúc đợi chờ                            | Hữu Đức                             | HanoiTV    |                                                              |                                          |
| 2004 | Những cánh hoa mong manh                     | Thái                                | VTV3       |                                                              |                                          |
| 2004 | Vẫn còn đó tình yêu                          | Ông bán cóc                         | VTV3       |                                                              |                                          |
| 2004 | Cánh gió đầu đông                            | Thùy                                | VTV1       |                                                              |                                          |
| 2005 | Ngôi nhà cũ                                  |                                     | VTV3       |                                                              |                                          |
| 2005 | Tia nắng mong manh                           | Ông Thông                           | VTV3       |                                                              |                                          |
| 2005 | Nắng trong mắt bão                           | Đậu                                 | HanoiTV    |                                                              |                                          |
| 2005 | Đời chè                                      | Luân                                | VTV3       |                                                              |                                          |
| 2005 | Trò đùa của số phận                          | Đình                                | VTV1       |                                                              |                                          |
| 2006 | Chuyện ở tỉnh lẻ                             | Trường                              | VTV1       |                                                              |                                          |
| 2007 | Cỏ lông chông                                | Kiểng                               | VTV1       |                                                              |                                          |
| 2008 | Nhà có nhiều cửa sổ                          | Tuấn                                | VTV1       |                                                              | [ 11 ] [ 12 ] [ 13 ]                     |
| 2010 | Nếp nhà                                      | Việt                                | VTV1       |                                                              | [ 2 ]                                    |
| 2011 | Cảnh sát hình sự: Ngôi biệt thự màu tro lạnh | Ông Vĩnh                            | VTV1       |                                                              | [ 14 ] [ 15 ] [ 16 ] [ 17 ] [ 18 ]       |
| 2012 | Chân trời trắng                              | Giáo sư Quỳ                         | VTV3       |                                                              |                                          |
| 2012 | Đàn trời                                     | Vương                               | VTV1       |                                                              |                                          |
| 2012 | Những công dân tập thể                       | Xuân Ngô                            | VTV1       |                                                              | [ 2 ] [ 19 ] [ 20 ] [ 21 ] [ 22 ] [ 23 ] |
| 2012 | Khi chàng trai yêu                           | Ông Quang                           | SCTV14     |                                                              |                                          |
| 2013 | Hương ngọc lan                               | Quang                               | VTV3       |                                                              |                                          |
| 2015 | Hôn nhân trong ngõ hẹp                       | Ông Minh                            | VTV3       |                                                              | [ 2 ] [ 24 ] [ 25 ] [ 26 ] [ 27 ] [ 28 ] |
| 2015 | Viết tiếp bản tình ca                        | Bố Ngọc                             | VTV3       |                                                              |                                          |
| 2015 | Máy bay ký sự                                | Ông Long                            | VTV3       |                                                              | [ 29 ] [ 30 ] [ 31 ] [ 32 ]              |
| 2015 | Bạch mã hoàng tử                             | Ông Tùng                            | VTV3       |                                                              | [ 33 ] [ 34 ] [ 35 ] [ 36 ] [ 37 ]       |
| 2016 | Ngự lâm không kiếm                           | Hoàng                               | VTV1       |                                                              | [ 2 ] [ 38 ] [ 39 ] [ 40 ] [ 41 ] [ 42 ] |
| 2017 | Nơi ẩn nấp bình yên                          | Văn Phát                            | VTV1       | Phim sản xuất năm 2014 nhưng một số lý do nên phát sóng muộn |                                          |
| 2017 | Cảnh sát hình sự: Người phán xử              | Lương Bổng                          | VTV3       |                                                              | [ 2 ] [ 43 ] [ 44 ] [ 45 ]               |
| 2017 | Hoa cỏ may (phần 3)                          | Phát                                | VTV1       | Phim sản xuất năm 2013 nhưng một số lý do nên phát sóng muộn | [ 46 ] [ 47 ] [ 48 ]                     |
| 2017 | Ngược chiều nước mắt                         | Giáo sư                             | VTV1       |                                                              |                                          |
| 2019 | Về nhà đi con                                | Ông Sơn                             | VTV1       |                                                              | [ 2 ] [ 49 ] [ 50 ] [ 51 ]               |
| 2020 | Những ngày không quên                        | Ông Sơn                             | VTV1       |                                                              |                                          |
| 2020 | Tháng năm dữ dội                             | Ông Nhâm                            | Web Drama  |                                                              |                                          |
| 2021 | Trở về giữa yêu thương                       | Ông Phương                          | VTV1       | Tham gia phần 2 thay cho NSND Hoàng Dũng phần 1              | [ 52 ]                                   |
| 2021 | Mặt nạ hạnh phúc                             | Ông Huấn                            | SCTV6      |                                                              |                                          |
| 2021 | Thương ngày nắng về                          | Ông Hùng                            | VTV3       |                                                              | [ 53 ] [ 54 ] [ 55 ] [ 56 ]              |
| 2022 | Đấu trí                                      | Đại tá Trần Giang                   | VTV1       |                                                              |                                          |
| 2022 | Hành trình công lý                           | Bố Quân                             | VTV3       |                                                              |                                          |
| 2023 | Nhà mình lạ lắm                              | Ông Hùng                            | K+         |                                                              |                                          |
| 2023 | Chúng ta của 8 năm sau                       | Ông Quảng                           | VTV3       |                                                              |                                          |
| 2024 | Không thời gian                              | Ông Cường                           | VTV1       |                                                              |                                          |
| 2025 | Lằn ranh                                     | Phó bí thư Thường trực Lê Đình Sách | VTV1       |                                                              |                                          |
| 2025 | Đồng hồ đếm ngược                            | Thầy Thắng                          | VTV3       |                                                              |                                          |
| 2025 | Tận hiến                                     |                                     |            |                                                              |                                          |
| ĐSX  | Mặt nạ                                       |                                     | Trần Ka My |                                                              |                                          |

### Phim điện ảnh
| Năm  | Nhan đề                | Vai trò            | Đạo diễn                        |
| ---- | ---------------------- | ------------------ | ------------------------------- |
| 1978 | Hà Nội mùa chim làm tổ | Lực                | Đức Hoàn                        |
| 1984 | Trừng phạt             | Trạch              | Bạch Diệp                       |
| 1986 | Đứa con và người lính  | Đàm                | Châu Huế                        |
| 1994 | Hoa ban đỏ             | Hoan               | Bạch Diệp                       |
| 2001 | Hà Nội 12 ngày đêm     | Gã mặt sẹo         | Bùi Đình Hạc                    |
| 2015 | Thầu Chín ở Xiêm       | Đặng Thúc Hứa      | Bùi Tuấn Dũng                   |
| 2015 | Những đứa con của làng | Thập               | Nguyễn Đức Việt                 |
| 2018 | Vợ ba                  | Ông Văn (bố Tuyết) | Ash Mayfair (Nguyễn Phương Anh) |
| 2021 | Trạng Tí phiêu lưu ký  | Ông lão ăn xin     | Phan Gia Nhật Linh              |

### Sân khấu
| Năm  | Tên chương trình          | Tên nhân vật | Bạn diễn                    |
| ---- | ------------------------- | ------------ | --------------------------- |
| 2019 | Thực cảnh Tinh hoa Bắc Bộ | Vua          | Bảo Thanh, Phùng Khánh Linh |

## Vinh dự
| Giải thưởng             | Năm  | Hạng mục                          | Tác phẩm đề cử         | Kết quả   | Chú thích |
| ----------------------- | ---- | --------------------------------- | ---------------------- | --------- | --------- |
| Liên hoan phim Việt Nam | 2015 | Nam diễn viên chính xuất sắc nhất | Những đứa con của làng | Đoạt giải | [ 57 ]    |
| Giải Cánh diều          | 2017 | Nam diễn viên phụ xuất sắc        | Người phán xử          | Đoạt giải | [ 58 ]    |
| Ấn tượng VTV            | 2017 | Nam diễn viên ấn tượng            | Người phán xử          | Đề cử     | [ 59 ]    |
| Ấn tượng VTV            | 2019 | Nam diễn viên ấn tượng            | Về nhà đi con          | Đoạt giải | [ 60 ]    |

## Liên kết
- Trung Anh trên IMDb 
| - x - t - s Giải Cánh diều cho "Nam diễn viên phụ xuất sắc phim truyện truyền hình" | - x - t - s Giải Cánh diều cho "Nam diễn viên phụ xuất sắc phim truyện truyền hình" |
| --- | ----------------------------------------------------------------------------------- |
| - Trọng Trinh (2015) - Công Lý (2016) - Jimmii Khánh / Trung Anh (2017) - Bình An (2018) - Doãn Quốc Đam (2019) - Thanh Sơn (2020) - Võ Hoài Nam (2021) - Vĩnh Xương (2023) - Tô Dũng (2024) |                                                                                     |

| - x - t - s Giải thưởng Liên hoan phim Việt Nam cho "Nam diễn viên chính xuất sắc" | - x - t - s Giải thưởng Liên hoan phim Việt Nam cho "Nam diễn viên chính xuất sắc" |
| ---------------------------------------------------------------------------------- | --- |
| Phim truyện điện ảnh                                                               | - Huy Công (1973) - Huy Công (1977) - Thế Anh / Lâm Tới (1980) - Bùi Cường / Lý Huỳnh (1983) - Hữu Mười / Nguyễn Chánh Tín (1985) - Trịnh Thịnh (1988) - Bắc Sơn (1990) - Trần Lực / Lê Công Tuấn Anh (1993) - Thiệu Ánh Dương (1996) - Công Ninh / Quốc Trị (1999) - Bùi Bài Bình (2001) - Đức Khuê (2004) - Quốc Khánh (2007) - Dustin Nguyễn (2009) - Quách Ngọc Ngoan (2011) - Trương Minh Quốc Thái (2013) - Trung Anh (2015) - Quý Bình (2017) - Trấn Thành (2019) - Tuấn Trần (2021) - Thái Hòa (2023) |
| Phim truyện video                                                                  | - Lê Công Tuấn Anh (1993) - Trần Hạnh (1996) - Hoàng Phi (2001) - Mạnh Cường (2004) - Nguyễn Văn Bình (2007) - Trung Hiếu (2009) - Huỳnh Đông (2013) |